# Compatibilidade eletromagnética
Compatibilidade Eletromagnética (CEM) é um campo de estudo que se preocupa com a capacidade dos dispositivos eletrônicos, sistemas e equipamentos elétricos de operarem adequadamente em seu ambiente eletromagnético, sem causar interferência prejudicial a outros dispositivos próximos. Essa disciplina é fundamental para garantir o funcionamento adequado de uma ampla variedade de tecnologias que utilizamos em nosso cotidiano.
A CEM é alcançada quando os equipamentos eletrônicos coexistem harmoniosamente, de modo que cada equipamento realize suas funções para as quais foi projetado, mesmo na presença de outros equipamentos. A CEM pode ser dividida em duas categorias principais: Interferência Eletromagnética (EMI) e Susceptibilidade Eletromagnética (EMS). Em ambos os casos, os fenômenos podem ocorrer de duas formas: conduzida e radiada.
A emissão, que é a geração de energia eletromagnética por uma fonte, é um dos aspectos estudados na CEM. Isso pode ocorrer de forma deliberada ou acidental, e a EMC analisa as emissões indesejadas e as medidas que podem ser adotadas para reduzi-las. A interferência eletromagnética (EMI) ocorre quando um distúrbio eletromagnético é transmitido ao equipamento por meio de um condutor, como um cabo de alimentação ou de comunicação, resultando em ruídos ou interferências indesejadas que afetam o funcionamento adequado do equipamento.
Por outro lado, a susceptibilidade eletromagnética (EMS) refere-se à capacidade de um equipamento de resistir a distúrbios eletromagnéticos e continuar operando normalmente. Isso envolve a imunidade do equipamento em relação à interferência, ou seja, a capacidade de funcionar corretamente mesmo na presença de distúrbios irradiados a partir de campos eletromagnéticos, sem contato físico direto.
Em resumo, a CEM é essencial para garantir que os dispositivos eletrônicos, sistemas e equipamentos elétricos operem corretamente e não causem interferências prejudiciais em seu ambiente. Compreender e lidar adequadamente com a interferência e a susceptibilidade eletromagnéticas é crucial para garantir o correto funcionamento e a coexistência harmoniosa de várias tecnologias. A EMC aborda a emissão e a imunidade, buscando reduzir as emissões indesejadas, inibir caminhos de acoplamento e fortalecer a capacidade dos equipamentos de funcionar corretamente em ambientes com interferência.

## História
A primeira questão de EMC a ser abordada foi o impacto dos raios (pulso eletromagnético do raio, ou LEMP) em navios e edifícios. Para lidar com isso, surgiram para-raios ou condutores de raios a partir do século XVIII. Com a chegada da geração generalizada de eletricidade e das linhas de fornecimento de energia a partir do final do século XIX, surgiram problemas relacionados a falhas de curto-circuito em equipamentos, afetando o fornecimento de energia, além de riscos de incêndio local e choque elétrico quando a linha de energia era atingida por raios. As usinas elétricas passaram a ser equipadas com disjuntores de saída. Edifícios e aparelhos passaram a ser equipados com fusíveis de entrada e, posteriormente, no século XX, foram introduzidos os disjuntores em miniatura (MCB, na sigla em inglês).
A CEM é uma área em crescimento contínuo devido à densidade cada vez maior de circuitos eletrônicos nos modernos sistemas de computação, comunicações, controle, entre outros. Ela não é de interesse apenas para engenheiros elétricos e de computação, mas também para engenheiros automotivos. A crescente aplicação de sistemas eletrônicos automotivos, usados para melhorar a economia de combustível, reduzir as emissões de escapamento, garantir a segurança veicular e fornecer assistência ao motorista, resultou em uma crescente necessidade de garantir a compatibilidade eletromagnética entre esses subsistemas durante sua operação.

## Tipos de interferência
No desenvolvimento de qualquer produto eletrônico, é necessário realizar testes e certificações referentes a EMI/EMC. Muitas vezes é encarada como um grande desafio para a engenharia de desenvolvimento, e uma etapa de grande risco para a estratégia de entrada no mercado, já que o produto precisa estar certificado para ser vendido. Com a evolução de dispositivos sem fio trabalhando em velocidades cada vez mais elevadas (seja na transmissão de dados ou até mesmo na velocidade de sinais digitais) a potencialidade de problemas devido a EMI vem aumentando significativamente.
Ao falarmos sobre emissão eletromagnética, estamos abordando as interferências geradas, logo devemos tratar nosso equipamento como uma fonte de perturbação. Ou seja, teremos um equipamento gerando perturbações eletromagnéticas em um ambiente, as quais deverão ser avaliadas com o intuito de verificar se estão dentro dos limites estabelecidos pelas referências normativas. Os limites para emissão de distúrbios eletromagnéticos são descritos em normas internacionais e podem variar de acordo com a aplicação do equipamento avaliado. Comumente utilizam-se como referência as normas CISPR (Comité International Spécial des Perturbations Radioélectriques). Os mais diversos segmentos da indústria (automotivo, aeroespacial, appliances etc.) precisam certificar os produtos eletrônicos em determinadas normas de EMC estabelecidas por órgãos como FCC, IEC, CISPR e no Brasil ANATEL.
A CEM é frequentemente entendida como o controle da interferência eletromagnética (EMI). A interferência eletromagnética é dividida em várias categorias de acordo com a fonte e as características do sinal.A origem da interferência, frequentemente chamada de "ruído" nesse contexto, pode ser artificial (produzida pelo homem) ou natural.A interferência contínua, ou onda contínua (CW), abrange uma faixa específica de frequências. Esse tipo é naturalmente dividido em subcategorias de acordo com a faixa de frequência e, como um todo, às vezes é chamado de "de corrente contínua à luz do dia". Uma classificação comum é em estreita banda (narrowband) e larga banda (broadband), de acordo com a extensão da faixa de frequência.
Um pulso eletromagnético (EMP), às vezes chamado de perturbação transitória, é um pulso de energia de curta duração. Essa energia geralmente é de banda larga por natureza, embora muitas vezes provoque uma resposta de onda senoidal amortecida de banda relativamente estreita no equipamento afetado. Os sinais de pulso são amplamente divididos em eventos isolados e eventos repetitivos.

## Controle
Os efeitos prejudiciais da interferência eletromagnética representam riscos inaceitáveis em muitas áreas da tecnologia, sendo necessário controlar essa interferência e reduzir os riscos a níveis aceitáveis.
O controle da interferência eletromagnética (EMI) e a garantia da compatibilidade eletromagnética (EMC) envolvem uma série de disciplinas relacionadas:
• Caracterização da ameaça.
• Estabelecimento de padrões para níveis de emissão e susceptibilidade.
• Projeto para conformidade com os padrões.
• Testes de conformidade com os padrões.
O risco representado pela ameaça geralmente é estatístico por natureza, portanto, grande parte do trabalho de caracterização da ameaça e estabelecimento de padrões baseia-se na redução da probabilidade de interferência eletromagnética disruptiva para um nível aceitável, em vez de sua eliminação garantida. Para um equipamento complexo ou inovador, pode ser necessário produzir um plano de controle de EMC dedicado que resuma a aplicação dos itens acima e especifique os documentos adicionais necessários.
A caracterização do problema requer a compreensão de:
• A fonte de interferência e o sinal.
• O caminho de acoplamento até a vítima.
• A natureza da vítima, tanto do ponto de vista elétrico quanto em termos da importância da falha.

## Design
Quebrar um caminho de acoplamento é igualmente eficaz no início ou no final do caminho, portanto, muitos aspectos da boa prática de design de EMC se aplicam igualmente a fontes potenciais e vítimas potenciais. Um design que facilmente acopla energia ao mundo exterior também facilmente acoplará energia internamente e será suscetível. Uma única melhoria frequentemente reduzirá tanto as emissões quanto a suscetibilidade. Aterramento e blindagem têm como objetivo reduzir as emissões ou desviar a EMI da vítima, fornecendo um caminho alternativo de baixa impedância. As técnicas incluem:
• Esquemas de aterramento, como aterramento estrela para equipamentos de áudio ou planos de terra para RF. O esquema também deve obedecer às regulamentações de segurança.
• Cabos blindados, onde os fios do sinal são cercados por uma camada condutora externa que é aterrada em uma ou ambas as extremidades.
• Invólucros blindados. Um invólucro metálico condutor atuará como uma proteção contra interferências. Para ter acesso ao interior, esse tipo de invólucro geralmente é feito em seções (como uma caixa e uma tampa); uma junta de RF pode ser usada nas juntas para reduzir a quantidade de interferência que vaza. As juntas de RF estão disponíveis em vários tipos. Uma junta metálica simples pode ser feita de fios trançados ou de uma tira plana com muitos "dedos" elásticos. Quando uma vedação à prova d'água é necessária, uma base elastomérica flexível pode ser impregnada com fibras metálicas picadas dispersas no interior ou fibras metálicas longas que cobrem a superfície ou ambos.
Outras medidas gerais incluem:
• Desacoplamento ou filtragem em pontos críticos, como entradas de cabos e chaves de alta velocidade, usando indutores de RF e/ou elementos RC. Um filtro de linha implementa essas medidas entre um dispositivo e uma linha.
• Técnicas de linha de transmissão para cabos e cabeamento, como caminhos de sinal diferencial equilibrado e de retorno, e ajuste de impedância.
• Evitar estruturas de antena, como laços de corrente circulante, estruturas mecânicas ressonantes, impedâncias desequilibradas de cabo ou blindagem mal aterrada.
• Eliminar junções retificadoras espúrias que possam se formar entre estruturas metálicas ao redor e próximas a instalações transmissoras. Tais junções, em combinação com estruturas de antena não intencionais, podem irradiar harmônicos da frequência do transmissor.

Medidas adicionais para reduzir as emissões incluem:
• Evitar operações de comutação desnecessárias. A comutação necessária deve ser realizada o mais lentamente possível do ponto de vista técnico.
• Circuitos ruidosos (por exemplo, com muita atividade de comutação) devem ser fisicamente separados do restante do design.
• Picos elevados em frequências únicas podem ser evitados usando o método de espectro espalhado, no qual diferentes partes do circuito emitem em diferentes frequências.
• Filtros de onda harmônica.
• Projetar para operação em níveis de sinal mais baixos, reduzindo a energia disponível para emissão.
Medidas adicionais para reduzir a suscetibilidade incluem:
• Fusíveis, interruptores de proteção e disjuntores.
• Absorvedores de transitórios.
• Projetar para operação em níveis de sinal mais altos, reduzindo o nível relativo de ruído em comparação.
• Técnicas de correção de erros em circuitos digitais. Essas técnicas podem ser implementadas em hardware, software ou em uma combinação de ambos.
• Sinalização diferencial ou outras técnicas de ruído de modo comum para roteamento de sinal.
Testes:
Testes são necessários para confirmar que um determinado dispositivo atende aos padrões exigidos. Eles se dividem amplamente em testes de emissões e testes de suscetibilidade. Os locais de teste em área aberta, ou OATS (Open-Area Test Sites), são os locais de referência na maioria dos padrões. Eles são especialmente úteis para testes de emissões em sistemas de equipamentos grandes. No entanto, os testes de RF de um protótipo físico são mais frequentemente realizados em ambientes internos, em uma câmara de teste especializada em EMC. Os tipos de câmara incluem câmara anecóica, câmara de reverberação e a célula transversal eletromagnética de gigahertz (GTEM cell). Às vezes, são utilizadas simulações computacionais eletromagnéticas para testar modelos virtuais. Como em todos os testes de conformidade, é importante que o equipamento de teste, incluindo a câmara de teste ou o local e qualquer software utilizado, seja devidamente calibrado e mantido. Normalmente, uma série de testes para um determinado equipamento exigirá um plano de teste EMC e um relatório de teste de acompanhamento. O programa de teste completo pode exigir a produção de vários documentos desse tipo.
As emissões geralmente são medidas em termos de intensidade do campo irradiado e, quando apropriado, de emissões conduzidas ao longo de cabos e fiação. As intensidades de campo indutivas (magnéticas) e capacitivas (elétricas) são efeitos de campo de proximidade e só são importantes se o dispositivo em teste (DUT, na sigla em inglês) for projetado para ser localizado próximo a outros equipamentos elétricos. Para emissões conduzidas, transdutores típicos incluem a rede de estabilização de impedância de linha (LISN, na sigla em inglês) ou a rede de alimentação artificial (AMN, na sigla em inglês) e a garra de corrente de RF. Para medição de emissões irradiadas, antenas são usadas como transdutores. Antenas típicas especificadas incluem dipolo, bicônica, log-periódica, guia de duplo ressalto e espiral logarítmica cônica. As emissões irradiadas devem ser medidas em todas as direções ao redor do DUT. Receptores de teste de EMI especializados ou analisadores de EMI são usados para testes de conformidade em EMC. Eles incorporam larguras de banda e detectores conforme especificado pelas normas internacionais de EMC. Um receptor de EMI pode ser baseado em um analisador de espectro para medir os níveis de emissão do DUT em uma ampla faixa de frequências (domínio da frequência) ou em um dispositivo de banda mais estreita sintonizável que é varrido pela faixa de frequência desejada. Receptores de EMI juntamente com transdutores especificados frequentemente podem ser usados tanto para emissões conduzidas quanto irradiadas. Filtros pré-selecionadores também podem ser usados para reduzir o efeito de sinais fortes fora de banda na entrada do receptor. Algumas emissões de pulso são mais úteis quando caracterizadas usando um osciloscópio para capturar a forma de onda do pulso no domínio do tempo.
Os testes de suscetibilidade de campo irradiado geralmente envolvem uma fonte de alta potência de energia RF ou EM e uma antena irradiadora para direcionar a energia para a potencial vítima ou dispositivo em teste (DUT). Os testes de suscetibilidade de tensão e corrente conduzidas geralmente envolvem um gerador de sinal de alta potência e uma garra de corrente ou outro tipo de transformador para injetar o sinal de teste. Sinais transitórios ou de EMP são usados para testar a imunidade do DUT contra perturbações na linha de energia, incluindo surtos, descargas elétricas e ruídos de comutação. Em veículos automotores, testes semelhantes são realizados em linhas de bateria e sinal. O pulso transitório pode ser gerado digitalmente e passado por um amplificador de pulso de banda larga ou aplicado diretamente ao transdutor a partir de um gerador de pulso especializado. Os testes de descarga eletrostática são tipicamente realizados com um gerador de faísca piezoelétrico chamado "pistola ESD". Pulsos de energia mais altos, como simulações de raios ou de EMP nuclear, podem exigir uma garra de corrente grande ou uma antena grande que envolve completamente o DUT. Algumas antenas são tão grandes que estão localizadas ao ar livre, e é preciso ter cuidado para não causar riscos de EMP ao ambiente circundante.